# Physedium splachnoides
Physedium splachnoides là một loài rêu trong họ Pottiaceae. Loài này được (Hornsch.) Brid. mô tả khoa học đầu tiên năm 1826.